# Romanèche-Thorins
Romanèche-Thorins és un municipi francès situat al departament de Saona i Loira i a la regió de Borgonya - Franc Comtat. L'any 2009 tenia 1.833 habitants.

## Història
| Data d'elecció                           | Identitat         | Partit | Qualitat |
| ---------------------------------------- | ----------------- | ------ | -------- |
| 1947-1968                                | Joanès Chanut     |        |          |
| 1968-1977                                | Aimé Ferrier      |        |          |
| 1977-1983                                | Madeleine Combier |        |          |
| 1983-1992                                | Raymond Colin     |        |          |
| 1992-                                    | Maurice Cochet    |        |          |
| les dades anteriors no són pas conegudes |                   |        |          |
|                                          |                   |        |          |

## Demografia
| A partir de 1990: Població sense dobles comptes |